# Skäggagam
Skäggagam (Pogona vitticeps) är en ödla som i vilt tillstånd finns i Australien. Utbredningsområdet sträcker sig över de tre östra delstaterna samt över östra South Australia och sydöstra Northern Territory. Den blir runt 30-40 centimeter från svans till nos, honorna kan bli något mindre. Den kan bli upp till 15 år gammal, men den normala livslängden är 7 till 10 år. Födan består av insekter, små däggdjur som möss, ägg och mjuka växtdelar som en del blad, frukt och blommor. Som ung äter skäggagamen nästan uteslutande insekter och djur, för att senare i livet gå över till en mer och mer växtbaserad kost. Som består av 80% frukt och grönt och 20% insekter och djur.
Individerna blir könsmogna när de är cirka 20 cm långa (utan svans) och ungefär 12 månader gamla.
Vid tillfällen när skäggagamen känner sig stressad färgas framsidan (hals) grå till svart, det beror på hur stressad eller arg den känner sig.
Habitatet utgörs av torra skogar, buskskogar och halvöknar med glest fördelad växtlighet.
IUCN listar arten som livskraftig (LC).

## Förhållande till människan
Skäggagamen är en av de ödlor som är vanligast som husdjur. Den hålls då i ett terrarium. Som andra reptiler i fångenskap behöver skäggagamen korrekt skötsel, utfodring, tillgång till vatten och hälsovård. Olika intresseföreningar för reptiler och djurfackhandlar ger ofta råd om detta.